# Jim Luisi
James Anthony Luisi, detto Jim (New York, 2 novembre 1928 – Los Angeles, 7 giugno 2002), è stato un cestista e attore statunitense, professionista nella NBA.

## Carriera
Venne selezionato dai Boston Celtics al sesto giro del Draft NBA 1951 (56ª scelta assoluta).

## Filmografia parziale
- The Tiger Makes Out, regia di Arthur Hiller (1967)
- Ben, regia di Phil Karlson (1972)
- Una medaglia per il più corrotto (The Take), regia di Robert Hartford-Davis (1974)
- Attimo per attimo (Moment by Moment), regia di Jane Wagner (1978)
- Norma Rae, regia di Martin Ritt (1979)
- Star 80, regia di Bob Fosse (1983)
- La legge di Murphy (Murphy's Law), regia di J. Lee Thompson (1986)
- L'alieno (The Hidden), regia di Jack Sholder (1987)
- F.B.I. - Agenti in sottoveste (Feds), regia di Daniel Goldberg (1988)